# Бюлент Коркмаз
Бюлент Коркмаз (тур. Bülent Korkmaz, нар. 24 листопада 1968, Малатья) — турецький футболіст, захисник. По завершенні ігрової кар'єри — тренер. Наразі очолює тренерський штаб команди «Карабюкспор».[коли?]

## Клубна кар'єра
Народився 24 листопада 1968 року в місті Малатья. Вихованець футбольної школи клубу «Галатасарай». Дорослу футбольну кар'єру розпочав 1986 року в основній команді того ж клубу, кольори якої і захищав протягом усієї своєї кар'єри гравця, що тривала цілих двадцять років. Більшість часу, проведеного у складі «Галатасарая», був основним гравцем захисту команди. За цей час вісім разів виборював титул чемпіона Туреччини, ставав володарем Кубка Туреччини, володарем Кубка УЄФА, володарем Суперкубка УЄФА.

## Виступи за збірну
1990 року дебютував в офіційних матчах у складі національної збірної Туреччини. Протягом кар'єри у національній команді, яка тривала 16 років, провів у формі головної команди країни 102 матчі, забивши 3 голи.
У складі збірної був учасником чемпіонату Європи 1996 року в Англії, чемпіонату світу 2002 року в Японії і Південній Кореї, на якому команда здобула бронзові нагороди, розіграшу Кубка Конфедерацій 2003 року у Франції.

## Кар'єра тренера
Розпочав тренерську кар'єру відразу ж по завершенні кар'єри гравця, 2005 року, увійшовши до тренерського штабу клубу «Генчлербірлігі».
В подальшому очолював команди клубів «Кайсері Ерджієсспор», «Бурсаспор», «Генчлербірлігі», «Галатасарай» та «Баку».
Наразі очолює тренерський штаб команди «Карабюкспор».

## Статистика

### Міжнародна
| Національна збірна | Рік     | Матчі | Голи | Передачі |
| ------------------ | ------- | ----- | ---- | -------- |
| Туреччина          | 1990    | 2     | 0    | -        |
| Туреччина          | 1991    | 8     | 0    | -        |
| Туреччина          | 1992    | 8     | 0    | -        |
| Туреччина          | 1993    | 6     | 1    | -        |
| Туреччина          | 1994    | 7     | 1    | -        |
| Туреччина          | 1995    | 8     | 0    | -        |
| Туреччина          | 1996    | 9     | 0    | -        |
| Туреччина          | 1997    | 4     | 0    | -        |
| Туреччина          | 1998    | 0     | 0    | -        |
| Туреччина          | 1999    | 0     | 0    | -        |
| Туреччина          | 2000    | 5     | 0    | -        |
| Туреччина          | 2001    | 5     | 0    | -        |
| Туреччина          | 2002    | 15    | 1    | -        |
| Туреччина          | 2003    | 14    | 0    | -        |
| Туреччина          | 2004    | 7     | 0    | -        |
| Туреччина          | 2005    | 2     | 0    | -        |
| Загалом            | Загалом | 102   | 3    | -        |

## Титули і досягнення
- Чемпіон Туреччини (8):

«Галатасарай»: 1987-88, 1992-93, 1993-94, 1996-97, 1997-98, 1998-99, 1999-00, 2001-02
- Володар Кубка Туреччини (6):

«Галатасарай»: 1990-91, 1992-93, 1995-96, 1998-99, 1999-00, 2004-05
- Володар Суперкубка Туреччини (6):

«Галатасарай»: 1987, 1988, 1991, 1993, 1996, 1997
- Володар Кубка УЄФА (1):

«Галатасарай»: 1999-00
- Володар Суперкубка УЄФА (1):

«Галатасарай»: 2000
- Бронзовий призер чемпіонату світу: 2002